# Животни циклус ћелије
Животни циклус ћелије је живот ћелије између две деобе, при чему је једна деоба укључена у циклус. Према томе ћелијски циклус се састоји од две фазе – фазе деобе (Д-фаза) и интерфазе. Интерфаза обухвата период у току кога се ћелија припрема за деобу. Пре деобе ћелија мора да удвостручи своју масу, да би све своје делове подједнако поделила између кћерки-ћелија. Фаза деобе код еукариотских ћелија обухвата поделу једра (кариокинеза) и поделу цитоплазме и њених органела (цитокинеза). Ћелијски циклус има различито време трајања код различитих ћелија (код бактерија најчешће траје око 20 мин, а различитих људских и животињских ћелија од 16 – 25 сати).
Сви организми се састоје од ћелија које се умножавају деобом. Одрасла особа има око 100 000 билиона ћелија које су настале од једне једине оплођене јајне ћелије. Код одраслих особа постоји и велики број константно делећих ћелија које замењују умрле ћелије. Пре него што се ћелија подели она мора да се повећа, да удвоји свој генетски материјал, а потом раздвоји тај материјал на ћерке ћелије. Ти различити процеси се одвијају у ћелијском циклусу. Ћелијски циклус или генерационо време је најфундаменталнији процес еукариота. Он је суштина живота и смрти. Ћелија је основна јединица грађе и функције свих живих бића. Скуп ћелија сличног или истог изгледа, ембрионалног порекла и функције назива се ткиво, а наука која проучава ћелију назива се цитологија. У ћелији се налазе органска и неорганска једињења. Од неорганских једињења најзаступљенији су вода и соли. Од органских једињења у ћелији се налазе угљени хидрати, масти и протеини. Ова органска једињења садрже угљеник. Упознавање грађе и функције ћелије представља основу за свако дубље проучавање у биологији и медицини. Резултати проучавања ћелије доприносе познавању и нормалног и патолошког стања организма. Као што је претходно наведено, ћелија је и основна градивна и функционална јединица сваког живог бића, осим вируса. У природи постоје бројни организми чије се тело састоји из једне ћелије, као што су бактерије, праживотиње, неке алге и гљиве. Са друге стране вишећелијски организми могу имати више милиона, билиона, квадрилиона ћелија. Тако се у организму одраслог човека налази око 10 на 14 ћелија.
Иако се све те ћелије међусобно разликују постоје неке особине које су заједничке свим ћелијама као што су:
- Раст до величине која је карактеристична за дату врсту ћелије;
- Обављање одређених задатака (Функција, улога);
- Примање сигнала из спољашње средине на које ћелија на одређени начин одговара;
- Живот ћелије завршава се или ћелијском деобом или ћелијском смрћу; при деоби ћелија даје нове ћелије;
- Јединствен хемијски састав и јединствена грађа.

Захваљујући развоју технике и инструмената сазнања о ћелији су постала већа и потпунија. Техника микроскопирања је данас доведена скоро до савршенства – проналаском различитих врста микроскопа (електронски, фазни, и др.).
Верује се да су сви организми и ћелије које их чине настали од заједничког претка. Иако су еволутивни процеси недовољно познати и објашњени, ипак се на основу података које пружају фосили и упоредног изучавање данашњих организама може претпоставити како је еволуција текла. Израчунато је да је Сунчев систем настао пре око 4,6 милијарди година и познато је да од 9 планета тог система живот постоји само на Земљи (није искључено да на другим планетама у галаксији постоји живот). Сматра се да је појави живота на Земљи претходио дуг период хемијске еволуције.
Прва ћелија настала је пре, отприлике, 3,5 или 4 милијарде година. Најстарији до сада откривени фосили нађени су у стенама старим 3,4 милијарде година у Јужној Африци. Ови фосили, видљиви само помоћу електронског микроскопа, слични су данашњим прокариотама (бактерије, модрозелене алге). На основу тога можемо претпоставити да је живот почео веома рано, у првој милијарди земљине историје. Налази фосила, такође, указују да је пре око 1,6 милијарди година дошло до преласка прокариота ка знатно сложенијим еукариотским ћелијама. Данас је најприхватљивија симбиотска теорија која објашњава настанак еукариотских ћелија. По тој теорији се сматра да су прокариоте ушле у ћелију еукариота и постале њене органеле (митохондрије и хлоропласти). Тако је настала симбиоза у којој је еукариотска ћелија обезбеђивала храну, а прокариотска енергију. Ова теорија се потврђује грађом митохондрија и хлоропласта која је слична грађи прокариотске ћелије, али има и недостатака (не објашњава нпр. појаву унутрашњег ћелијског скелета у еукариотској ћелији). Еволуција ћелија је трајала од 3-4 милијарде година, док су се остали облици живота, као и најсавршенији, развили у периоду од само 600 милиона година. Изгледа да се тога дошло до стварања еволуција живота дуго одвијала у ћелији, усавршавајући њену грађу и функције, да би после различитих организама за релативно кратко време.

## Ћелијски циклус
Величина јединке зависи пре свега од укупног броја ћелија. Код одраслог човека, тај број приближно износи око 100 билиона ћелија, или у просеку око и милијарду ћелија по граму ткива. У свим вишећелијским организмима током читавог живота одвија се континуирано стварање нових ћелија и уклањање остарелих, а сталност укупног броја ћелија одраслих јединки представља резултат финог баланса између ћелијске пролиферације (митозе) и ћелијске смрти (апоптозе). Деоба ћелије обезбеђује да новонастале ћерке ћелије добију подједнаку количину ДНК (односно хромозома), али у већини случајева приближно подједнаку количину цитоплазме са органелама и молекулима. Ћелијски циклус обухвата време и догађаје који се одвијају између две ћелијске деобе, укључујући и саму ћелијску деобу. Његова дужина зависи од врсте и може да траје од 1,5-2 сата код ћелија квасца које расту, до неколико година, код ћелија јетре човека. Међутим, минимално време ћелијског циклуса за ћелије човека износи око 24 сата. традиционално се ћелијски циклус дели у четири стадијума или фазе: М, Г1, С И Г2. У току М фазе (митозе), одигравају се микроскопом најуочљивији догађаји, када се врши подела једровог материјала – кариокинеза, и подела ћелије – цитокинеза. Ово је уједно и најкраћа фаза циклуса и код типичне ћелије сисара траје око једног сата. Остали период између две М фазе ћелијског циклуса назива се интерфаза. Иако се помоћу микроскопа не уочавају неке значајније промене изузев увећања ћелијске масе, током интерфазе се дешавају многобројни догађаји током којих се ћелија припрема за деобу и састоји се из преостале 3 фазе ћелијског циклуса: Г1, С и Г2 фазе.
Током С фазе (С=синтеза), одвија се репликација, односно синтеза нуклеусне ДНК. Г1 фаза (Г=гап, пукотина Енгл.) је интервал између завршене митозе (М фазе) и почетка С фазе, док је Г2 фаза интервал између С фазе и почетка М фазе. Током читаве интерфазе, у ћелији се одвија транскрипција гена и синтеза протеина неопходних за увећање ћелијске масе, као и за контролу и одвијање ћелијског циклуса. Г1 и Г2 фаза омогућавају додатно време ћелији да увећа своју масу и удвостручи количину ћелијских органела, да би после деобе, ћерке ћелије имале одговарајућу количину органела и ћелијску масу. (када би интерфаза трајала само онолико колико је потребно ћелији да изврши репликацију ДНК, ћелија не би имала времена да удвостручи своју масу, па би после сваке деобе ћелије постајале прогресивно све мање и мање. То се заиста и дешава у посебним околностима. Наиме, у току првих неколико деоба оплођене јајне ћелије (браздање јајне ћелије) долази до прогресивног смањења новонасталих ћелија. У току ових ћелијских циклуса, Г1 и Г2 фаза су драстично скраћене и практично не постоје.)
Ћелијски циклус је веома организован и сложен процес, који обезбеђује комплетну и прецизну репликацију ДНК и ћелијских компоненти пре деобе. У току овог процеса учествује читав низ молекула, ензима укључених у производњу нових ћелијских компоненти (ДНК, мембране органела,итд.).
Поред ове Производне машинерије, постоје и молекули који учествују у контроли ћелијског циклуса, тзв. Контролни систем ћелијског циклуса. Овај систем обезбеђује правилност у напредовању ћелијског циклуса, спречавајући напредовање уколико у одређеној фази циклуса нису стекли сви неопходни услови за прелазак у следећу фазу. За један вишећелијски организам веома је важно да се ћелије деле када је то потребно и у оноликој мери колико је то потребно. Недовољно или прекомерно дељење ћелија може да доведе до озбиљних поремећаја у нормалном функционисању организма. Значајан напредак у разумевању догађаја током ћелијског циклуса учињен је током последње три деценије. Почетком '70 година 20 века, испитивањем сазревања ооцита жабе учињени су први кораци у разумевању механизама ћелијског циклуса, открићем фактора који индукују започињање митозе. За касније откриће кључних молекула за одвијање и контролу ћелијског циклуса, Лиланд Х. Хартвел, Р. Тимоти Хант и Пол М. Нерс добили су Нобелову награду за медицину и физиологију 2001. године.
Данас знамо да су за одвијање ћелијског циклуса најважније три групе протеина и то: циклин-зависне киназе (CDK), циклини и инхибитори циклин-зависних киназа. Циклин-зависне киназе су ензими који врше фосфорилацију (додавање фосфатних група на специфичне аминокиселине у протеинима) одређених кључних протеина, па их тако најчешће активирају. Циклини су протеини који када су присутни у довољном броју активирају CDK, док инхибитори циклин-зависних киназа када су присутни у довољној концентрацији спречавају њихову активност.
Ћелијски циклус обухвата промене које се одигравају у ћелији од момента њеног настанка до њене деобе на две нове ћелије. Промене, које се у ћелији дешавају за време деобе, могу се посматрати микроскопом што са променама током интерфазе није случај. ћелијски циклус се одвија кроз строго контролисани редослед догађања који подразумева раст, односно удвостручавање њеног садржаја, након чега следи ћелијска деоба. Она резултира стварањем две ћерке ћелије које су код свих соматских ћелија генетски идентичне ћелији од које су настале. Новонастале ћелије ће поред генетског материјала равномјерно поделити све остале компоненте родитељске ћелије како би биле способне да отпочну свој сопствени циклус раста и деобе. Дакле, новонастале ћелије су идентичне родитељској ћелије. Трајање ћелијског циклуса веома варира у зависности ћелијски циклус од типа ћелије. Прокариотске ћелије се деле амитозом (директном или простом деобом), док се еукариотске деле митозом или мејозом. Код еукариотских ћелија које се брзо деле, ћелијски циклус, траје кратко. Тако ћелијски циклус квасца траје свега 90 минута, док ћелије које се споро деле имају дуг ћелијски циклус и он код хепатоцита (ћелије јетре) траје око годину дана. Међутим, код већине сисарских ћелија овај циклус у просеку траје око 24 сата.

## Репродукција ћелије
Репродукција је, по дефиницији из уџбеника "Биологија за хуманом генетиком", фундаментална карактеристика живота која представља ширење живе материје у простору и времену. Основни значај репродукције је пренос генетске информације са родитеља на потомство. Међутим, овде није реч само о организмима већ и о ћелијама. Дакле, да би ћелија нормално функционисала она мора да садржи генетски материјал истоветан ћелији од које је настала. Приликом деобе ћелија тзв. мајка (матична) ћелија дели се да две ћерке ћелије. Нови организам, настаје спајањем герминативних ћелија. Основне одлике герминативних ћелија јесте способност формирања новог живота и двоструко мањи број хромозома, тј, хромозомског сета. Али, какав је то сет? Хромозомски сет је представљен одређеним бројем хомологих хромозома карактеристичним за сваку врсту.
Хомологи хромозоми су парови хромозома који носе генске локусе за исте особине, а поријеклом су од родитеља (један од мајке, други од оца). Целокупни генетски материјал сисара налази се у нуклеоплазми једра, у виду хромозомског сета. Свака ћелија организма (изузев сперматоцита и огонија које имају половину сета) садржи целокупан хромозомски сет идентичан у свакој ћелији. Пошто се организам стално обнавља, потребно је да се ћелије стално стварају (размножавају). Једино ћелије мозга и мишића не подлежу митози, односно простој ћелијској деоби. Али, пре саме деобе неопходно је да се хромозомски сет удвоји како би новонастале ћелије имале идентичан хромозомски сет. Процес удвајања (репликације) ДНК молекула одиграва се у интерфази подфаза с. Ова фаза се назива и ћелијско мировање и представља прву и најзначајнију фазу митозе. Након интерфазе долази до деобе која се одвија у четири фазе: профаза, метафаза, анафаза и телофаза.
Као што је већ претходно наведено репродукција је основа наслеђивања, без овога се не би уопште могло причати о опстанку јединки, група јединки, врста итд. То је заправо пренос генетичке информације од деобе до деобе ћелије. Ту постоје 2 важна термина:
- Митоза
- Мејоза

Ово су процеси који су неопходни за пренос наследне информације. Постоје 2 начина преноса информације тј. репродукције:
- Репродукција соматских ћелија – митозом
- Репродукција герминативних ћелија – мејозом

## Митоза
Митоза се означава и као М-фаза, а представља део ћелијског циклуса у којем престају синтетички процеси у ћелији и врши се деоба ћелије. Она се одвија веома брзо и у просеку Траје и - 2 сата. У нормалном ћелијском циклусу из фазе раста ћелија неминовно прелази у фазу ћелијске деобе, која подразумева како деобу једра, њеног генетског материјала, тако и деобу цитоплазме. Деоба која се одиграва у соматским ћелијама назива се митоза. У овој деоби од родитељске ћелије настаће две ћерке ћелије од којих свака има исту количину и исти ДНК као и ћелија од које су настале, те ће оне бити идентичне родитељској у сваком погледу. Захваљујући митози настају нове ћелије неопходне за раст вишећелијског организма као и за обнову оштећених ткива. Међутим, деоба која се одиграва у полним ћелијама у процесу гаметогенезе и која се назива мејоза има за резултат стварање полних ћелија које нису генетски идентичне ћелији од које су настале и имају за половину редукован број хромозома као у дупло мању количину ДНК. Митоза је механизам ћелијске деобе који подразумева поделу једра (кариокинезу) и ћелијске цитоплазме (цитокинезу). При овој деоби врши се дистрибуција како генетског материјала тако и осталог садржаја на два једнака дела, на две идентичне ћерке ћелије.
Митоза се одвија брзо и континуирано кроз фазе које су означене као:
- Профаза
- Прометафаза
- Метафаза
- Анафаза

Међу њима профаза траје најдуже, а метафаза најкраће. На самом почетку митозе хромозоми се уочавају као дугачки конци, по чему је и сама деоба добила име (грч. Mitosa)

### Профаза
Профаза се карактерише присуством максимално издужених хромозома, кончастог изгледа мрежолико испреплетаних по целом једру. На сваки крај ћелије тј. на полове, одлази по један пар центриола будући да је дошло до њихове дупликације у Г2 фази интерфазе. Миграција центриола на супротне полове ћелије одвија се на тај начин што парови центриола, који Након дупликације стоје у непосредној близини, интензивно синтетишу микротубуле које се умећу између њих као лучно уобличене нити .
Како полимеризација микротубула напредује ове нити се све више издужују и потискују центриоле на супротне крајеве ћелије. Фигура која у овом процесу настаје назива се митотско (деобно) вретено. Крајем ове фазе хромозоми постају видљиви, краћи, дебљи и тамније су боје, а уздужно су подељени на две идентичне хроматиде које су спојене центромером. на свакој центромери долази до формирања два кинетохора, по један на свакој хроматиди, смештеним на супротним странама хромозома. Кинетохор представља протеински комплекс за који ће се везати одређени тип микротубула, односно нити деобног вретена тзв. кинетохорне микротубуле. Остале микротубуле представљају поларне микротубуле и оне се протежу између супротно постављених парова центриола, али у прејелу Екватора не долазе у контакт са хромозомима. У хуманим соматским ћелијама за један кинетохор се закачи у просеку 30 микротубула.

### Прометафаза
Прометафаза започиње фрагментацијом једровог омотача при чему се садржај једра меша са цитоплазмом, а затим ишчезава једарце и дефинитивно се формира деобно вретено. Хромозоми везани за кинетохорне микротубуле почињу груписање у екваторијалној зони.

### Метафаза
Метафаза траје веома кратко и у њој су хромозоми већ у великој мери кондензовани тако да су врло добро видљиви због чега су управо овде најпогоднији за анализу. Будући да су ослобођени једрове мембране, они се, потискивани од стране кинетохорних микротубула, смештају у екваторијални (средишњи) регион ћелије. Ту се постављају један поред другог тако да су им хроматиде паралелне екватору деобног вретена, при чему се формира фигура означена као метафазна плоча.

### Анафаза
Анафаза је такође кратка и траје свега неколико минута. На њеном почетку центромере се деле, што омогућује и хромозомима да се поделе на две хроматиде које ће постати сестрински хромозоми. Нити деобног вретена се током ове фазе постепено скраћују и сестринске хромозоме повлаче на супротне полове деобног вретена. За кретање хроматида ка половима потроши се неколико молекула АТП-а.. Од сваког хромозома једна хроматида одлази на један, а друга на други пол ћелије. Резултат овога је да се на оба ћелијска пола нашао поново диплоидан број хромозома. У хуманој ћелији, чијих се 46 хромозома поделило на 92 хроматиде, по 46 хроматида (нових хромозома) се налази на сваком полу ћелије. крајем ове фазе почиње и диоба цитоплазме, стварањем контрактивног прстена који представља прстенасто сужење које се образује око ћелије на нивоу Екватора деобног вретена. Он настаје као резултат контракције микрофиламената, актина и миозина.

### Телофаза
Телофаза, завршна фаза митозе (Грц. Тхелос = крај), почиње у моменту када хромозоми достигну полове деобног вретена. За време ове финалне фазе митозе долази до деспирализације хромозома, они се издужују и постају слабије видљиви. Око хромозома, на сваком ћелијском полу, формира се једрова мембрана и појављује се нуклеолус. Тако су формирана два нова једра и тиме је кариокинеза дефинитивно завршена . Истовремено долази и до равномерне расподеле органела као и осталог ћелијског садржаја у цитоплазми око новоформираних једара.
Цитокинеза која је започела у анафази даље се наставља на тај начин што се око ћелије све више стеже контрактилни прстен захваљујући контракцији актина и миозина, што условљава све дубљу инвагинацију ћелијске мембране. Подела цитоплазме се завршава када се две супротне стране ћелијске мембране потпуно приближе и споје, чиме су дефинитивно формиране две диплоидне, генетски идентичне ћерке ћелије. Ћерке ћелије имају упола мању количину цитоплазме од цитокинеза мајке ћелије. Када уђу у интерфазу током периода раста оне ће достићи величину мајке ћелије.

## Мејоза
Мејоза је ћелијска деоба која се одвија у полним ћелија. Образовање полних ћелија (гамета) човека назива се гаметогенеза. Разликујемо сперматогенезу (образовање спeрматозоида) и оогенезу (образовање јајне ћелије). У процесу мејозе се од диплоидних, матичних ћелија сперматогонија и оогонија стварају полне ћелије, тј. мушке и женске гамете које садрже хаплоидан број хромозома (Н), односно за половину мање од соматских. Значај мејозе се огледа у одржавању сталног броја хромозома из генерације у генерацију. У супротном би се број хромозома дуплирао у свакој следећој генерацији, и на крају десете генерације број хромозома код човека би износио 23552. Хаплоидан број хромозома настаје у процесу тзв. редукционе деобе (лат. Reductio = смањење) матичних полних ћелија. Ова деоба се одвија кроз две брзе, узастопне деобе које су означене као прва и друга мејотичка деоба. У овој деоби се једна диплоидна ћелија два пута дели и настају четири хаплоидне ћелије. редукција броја хромозома обавља се у првој деоби, означеној као мејоза I, када се мајка-ћелија (2n број хромозома) подели на две ћерке ћелије (N број хромозома). У другој деоби, мејози II, се обе ћерке ћелије (са N бројем хромозома) поделе тако да настаје укупно 4 ћелије. Резултат ове деобе су полне ћелије - гамети који су генетски различити. Још један значај мејозе је у одржавању огромне генетичке разноврсности што омогућује случајан распоред мајчиних и очевих хромозома у полним ћелијама. У овим хромозомима је претходно дошло и до Црссинг-овера што такође доприноси разноврсности. У гаметима човека од 23 хромозома могуће је 223 комбинација, што значи да човек може да образује 8 000 000 различитих полних ћелија.

### Мејоза
Прва мејотичка деоба се, слично као и митоза, састоји од четири фазе које су означене као:
- Профаза
- Метафаза
- Анафаза
- Телофаза

Овој деоби подлежу примарне сперматиде и примарне сперматогоније које су диплоидне, а настале су митотичком деобом из сперматогонија. Мејози и претходи интерфаза у којој је, између осталог, извршена репликација ДНК. Сваки хромозом ћелије која улази у мејозу и се састоји од 2 молекула ДНК (две хроматиде).

### Профаза
Профаза прве мејотичке деобе је дужа него код митозе и подељена је на 5 подфаза:
- Лептотен
- Зиготен
- Пахитен
- Диплотен
- Дијакинеза

У лептотену почиње кондензовање хроматина па се хромозоми уочавају као кончасте творевине које су крајевима везане за једрову мембрану. Хромозом се састоји од 2 хроматиде, али су оне приљубљене једна уз другу па се не уочавају. Дакле, у лептотену се у једру герминативне ћелије као и примарне сперматоците и примарне оците налази диплоидан. Број уских и дугачких хромозома који ће се у следећој подфази, груписати у биваленте.
У зиготену долази до спаривања хомологих хромозома тј. груписања у биваленте, хомологе хромозомске парове (један пореклом од оца један од мајке) који се чврсто припајају, једном сложеном протеинском структуром која је означена као синаптонемални комплекс. Процес формирања бивалената је означен као синапсис. Будући да је сваки хромозом састављен од две хроматиде, биваленти имају четири хроматиде, због чега се називају тетраде
У пахитену се између хомологих хроматида на одређеним местима успостављају везе, хијазме (мостови), којима се везују хомологи генски парови. Преко хијазми се врши размјена одговарајућих фрагмената хроматида између хомологих хромозома, што се назива цроссинг-овер, а има за резултат стварање нове генске конфигурације, односно генетску рекомбинацију. После извршеног цроссинг-овера хромозом из мајчине гарнитуре садржи део очевог хомологог хромозома и обрнуто, фаза 3-пахитен у диплотену хромозоми се раздвајају, али спојеви на хијазмама остају у дијакинези хромозоми се максимално кондензују, а за њих се закаче кинетохорне микротубуле и почиње њихово померање ка екваторијалном региону ћелије. Једарце нестаје, а једрова мембрана се дезинтегрише.

### Метафаза
Метафаза I се карактерише присуством хомологих хромозомских парова спојених хијазмама, који се, закачени за микротубуле деобног вретена, групишу у подручја Екватора где формирају фигуру означену као метафазна (Екваторијална) плоча. Овде се хромозоми налазе у паровима од којих сваки води порекло од једног од родитеља- један од оца, а један од мајке. За разлику од митозе, где су на Екватору ћелије били појединачни, у метафази мејозе И налазе се парови хомологих хромозома. Центромере хромозома су концима деобног вретена везане за полове ћелије и то тако што је један хромозом из пара везан за један, а други хромозом за други пол.

### Анафаза
Анафаза I почиње раздвајањем хомологих хромозома, кидањем спојева на хијазмама, тако да на сваки ћелијски пол одлази једна комплетна, по броју хгаплоидна (Н) гарнитура хромозома, али она је диплоидна (2n) по садржају ДНК будући да на полове одлазе комплетни хромозоми, а не хроматиде како је било у анафази митозе. То значи да у овој фази долази до редукције броја хромозома. У хуманим ћелијама на половима се налази по 23 хромозома и то из сваког од 23 пара по један хромозом.

### Телофаза
Телофаза И почиње и завршава се комплетном цитокинезом која ће код мушког пола резултовати стварањем две секундарне сперматоците од почетне примарне сперматоците, а код женског пола од примарне овоците, након ове деобе, настаје једна секундарна овоцита и једно поларно тело. И секундарна сперматоцита и секундарна ооцита, иако хаплоидне по броју хромозома, су диплоидне по количини ДНК, која ће се у наредној, другој мејотичкој деоби редуковати да би се добиле дефинитивне хаплоидне мушке и женске полне ћелије. У овој фази се формира једрова опна око хромозома који су на половима и образује се једарце.

## Мејоза
Након телофазе следи кратка интерфаза у којој се, међутим, не одвија синтеза ДНК тако да ова фаза не представља праву интерфазу због чега се назива још и интеркинеза. Након ње следи друга мејотичка деоба која се, такође састоји од четири фазе означене као:
- Профаза
- Метафаза
- Анафаза
- Телофаза

При овој деоби се секундарне сперматоците и ооците које садрже свака по 23 хромозома и које су диплоидне по количини ДНК, деле на по две ћелије од којих ће свака имати по 23 хромозома, али дупло мању количину ДНК, будући да је у анафази дошли до раздвајања хромозома на сестринске хромозоме, чиме је количина ДНК редукована на половину. Као резултат ове деобе код мушког пола у процесу сперматогенезе од почетне, диплоидне сперматогоније односно примарне сперматоците настају 4 ћелије-сперматиде које имају хаплоидан број хромозом и дупло. Сперматогенеза мању количину ДНК него ћелија од које су настале. Слично је и код женског пола код којег у процесу оогенезе од диплоидне оогоније, односно примарне ооците настаје једна ооцита хаплоидна по броју хромозома и количини ДНК уз истовремено образовање три поларна тела, од којих два настају деобом првог поларног тела, а треће деобом секундарне ооците.

## Интерфаза
Интерфаза (лат. интер = између) је период ћелијског циклуса између две деобе. Она је најдужа фаза у животу ћелије зато што се за време те фазе обављају обимне припреме за деобу. (Као што је већ речено, цео ћелијски циклус људских ћелија траје 16-25 сати, од чега деоба траје око 1 сат, а све остало време је интерфаза.)
Дели се на три фазе:
1. пресинтетичка (Г1)
2. синтетичка (С)
3. постсинтетичка (Г2).
Из назива ових фаза се уочава да је кључна С-фаза према којој и остале фазе добијају имена. У свим фазама интерфазе се одвија транскрипција РНК, неопходних за синтезу протеина.
Г1 фаза следи одмах након митозе и у просеку у телесним ћелијама човека траје 9 сати. То је фаза у којој се синтетишу многи протеини као и угљени хидрати и липиди неопходни за Раст ћелије. главна разлика између ћелија које се деле споро и брзо управо је у дужини трајања ове фазе. Неке ћелије које се деле веома споро могу, међутим, направити паузу у свом ћелијском циклусу тако да оне у Г1 фази остају данима, месецима, па чак и годинама. Ова изузетно дуга Г1 фаза означена је као Г0 фаза и у њој ћелија остаје све док не буде стимулисана на деобу. Фаза Г0 се често назива и фаза "Мировања", што није најадекватнији назив јер заправо у њој ћелија није неактивна него напротив, она нормално функционише, врши секрецију, фагоцитозу, пренос нервног импулса итд. Тако су многи лимфоцити у човековом организму у фази Г0, али деловањем неког стимулуса као што је одговарајући антиген, они се могу вратити у нормални ћелијски циклус.
С фаза је синтетичка фаза у којој долази до синтезе ДНК, односно дупликације постојећег ланца ДНК (од једног молекула настану два потпуно идентична молекула ДНК), као и до синтезе хистона, након чега следи организовање нуклеосома и образовање хроматинских влакана. Репликацијом ДНК омогућено је формирање два потпуна генска комплета, по један за сваку нову ћелију, која ће настати у процесу митозе. Ова фаза у хуманим ћелијама траје око 10 сати.
Г2 фаза у већини ћелија траје кратко, а у хуманим ћелијама у просеку око 4.5 сата. У њој се синтетишу протеини неопходни зс процес митозе, као што је тубулин од којег се полимеризују микротубуле које ће учествовати у образовању деобног вретена. Поред тога, овде долази до дупликације центриола као и других органела. Фаза Г2 и фаза Г1 обезбеђују ћелији време за раст, синтетичке процесе неопходне за стварање нових органела и регулаторних протеина, као и акумулацију енергије. Ако би интерфаза трајала само толико времена колико је потребно за дупликацију ДНК, не би било ћелијског раста и при свакој наредној деоби ћелија би била све мања. Међутим, у деоби неких ћелија управо се то и догађа. Тако су код бластомера насталих након неколико првих деоба којима подлеже оплођена јајна ћелија, односно зигот, фазе Г1 и Г2 драстично скраћене тако да практично код ових ћелија нема раста пре деоба, што има за последицу поделу крупне јајне ћелије у велики број ситнијих ћелија, чији укупан волумен није већи од волумена јајне ћелије. При крају Г" фазе почиње кондензација хромозома, што уједно означава крај интерфазе и почетак митозе.
Кључни процеси у интерфази су:
- раст ћелије до величине карактеристичне за њену врсту; ћелија која не достигне одређену величину неће моћи да се подели;
- репликација ДНК која омогућава да у деоби кћерке ћелије добију међусобно исту количину ДНК, односно исте гене; сестринске хроматиде су, у ствари, будући хромозоми кћерки-ћелија које ће настати деобом.

Ћелијски циклус се одвија од момента настанка неке ћелије (деобом мајке-ћелије) па све до момента када се та ћелија дели на две нове ћелије (сада су оне унуке-ћелије оне почетне). Смене ћелијских циклуса (мајка - кћерке - унуке) омогућавају раст и обнављање ткива код вишећелијских организама, док код једноћелијских доводе до увећања броја јединки.
Ћелије које немају способност дељења, као што су попречно-пругасте мишићне ћелије, нервне ћелије или, рецимо, еритроцити уласком у Г1 фазу у њој трајно остају. Пошто Г1 фаза истовремено представља читав ћелијски циклус ових ћелија, она се у том случају означава као Г0 фаза. Ћелије које се током целог свог живота налазе у Г0 фази називају се нецикличне ћелије. Оне свој животни век окончавају ћелијским умирањем, а ћелије које имају способност деобе завршавају деобом на нове ћелије.

## Метаболизам ћелије
У живој ћелији се непрекидно одвија огроман број хемијских реакција. Целина свих хемијских процеса, односно, укупан промет материје и за материју везане енергије назива се метаболизам. Метаболизам карактеришу два основна процеса:
- Анаболизам
- Катаболизам

### Анаболизам
Анаболизам представља синтезу сложених једињења из простих, уз потрошњу енергије какви су Нпр: фотосинтеза, синтеза протеина итд. А катаболизам су реакције разградње Сложених једињења на проста, уз ослобађање енергије, припадају му процеси као што су дисање, варење и др. У ћелији се непрекидно одвијају тесно повезани процеси разлагања органске материје уз ослобађање енергије и синтеза сложених састојака ћелије уз утрошак енергије. Пошто се анаболизам непрекидно одвија (ћелија непрекидно синтетише протеине, Шећере, масти и др.) Ћелија има сталну потребу за енергијом. Жива ћелија, без обзира на врсту организма, енергију добија оксидацијом органских једињења, тј. њиховим сагоревањем (што припада катаболичким процесима). Органска једињења се полако и поступно оксидишу тако да се енергија из њих отпушта споро,делимично у виду топлоте, а делом и као хемијска Енергија (АТП) коју ћелија може да користи у анаболизму.
По начину добијања органских молекула, који служе као извор енергије жива бића се деле у две велике групе:
- Аутотрофи су способни са врше фотосинтезу (или хемосинтезу), да сунчеву енергију (или хемијску Енергију) искористе за синтезу органских материја које ће служити за добијање енергије.
- Хетеротрофи узимају готове органске материје храном и сагоревањем тих материја обезбеђују потребну енергију. Храна хетеротрофа директно или индиректно потиче из органских материја.